# Temporada 1974 del Campeonato de España de Rally
La temporada 1974 fue la edición 18.ª del Campeonato de España de Rally. El calendario estaba compuesto de quince pruebas puntuables de las cuales el Rally Costa Brava, Firestone y Rally de España eran puntuables para el campeonato de Europa.

## Calendario
| N.º | Fecha                   | Rally                                          | Superficie     | Series |
| --- | ----------------------- | ---------------------------------------------- | -------------- | ------ |
| 1   | 16-11 de febrero        | 22.º Rally Costa Brava                         | Asfalto        | Europa |
| 2   | 23-24 de febrero        | 15.º Rally Vasco Navarro                       | Asfalto        |        |
| 3   | 2-3 de marzo            | 15.º Rally Fallas                              | Asfalto        |        |
| 4   | 9-10 de marzo           | 4.º Critérium Montseny-Guillerias              | Asfalto        |        |
| 5   | 29-31 de marzo          | 8.º Rally Firestone                            | Asfalto        | Europa |
| 6   | 30 de abril - 1 de mayo | 11.º Critérium Luis de Baviera                 | Asfalto/tierra |        |
| 7   | 11-12 de mayo           | 6.º Rally 500 Kilómetros Nocturnos de Alicante | Asfalto        |        |
| 8   | 8-9 de junio            | 4.º Critérium de La Rioja                      | Asfalto/tierra |        |
| 9   | 22-23 de junio          | 7.º Rally de Orense                            | Asfalto        |        |
| 10  | 25-28 de julio          | 2.º Rally Islas Canarias                       | Asfalto/tierra |        |
| 11  | 7-8 de septiembre       | 11.º Rally Ciudad de Oviedo                    | Asfalto        |        |
| 12  | 25-27 de octubre        | 22.º RACE Rally de España                      | Asfalto        | Europa |
| 13  | 9-10 de noviembre       | 16.º Rally 2000 Virajes                        | Asfalto/tierra |        |
| 14  | 23-24 de noviembre      | 10.º Rally Cataluña-Rally de las Cavas         | Asfalto        |        |
| 15  | 7-8 de noviembre        | 11.º Rally Internacional Costa del Sol         | Asfalto        |        |

### Calendario femenino
| N.º | Fecha             | Rally                              |
| --- | ----------------- | ---------------------------------- |
| 1   | 12 de febrero     | 3.er Rallye Femenino de Tenerife   |
| 2   | 17 de febrero     | 3.er Rallye Femenino de Primavera  |
| 3   | 24 de marzo       | 6.º Rallye Femenino Saibil         |
| 4   | 7 de abril        | 5.º Rallye Femenino Espejo del Mar |
| 5   | 18 de mayo        | 1.er Rallye Femenino de Jerez      |
| 6   | 8-9 de junio      | 4.º Critérium de Rioja             |
| 7   | 13 de junio       | 2.º Rallye Femenino Guipúzcoa      |
| 8   | 7-8 de septiembre | 11.º Rallye Ciudad de Oviedo       |
| 9   | 25-27 de octubre  | 22.º Rallye de España              |

## Equipos
| Equipo                | Vehículo               | Piloto              | Copiloto                  | Rondas            |
| Equipos oficiales     | Equipos oficiales      | Equipos oficiales   | Equipos oficiales         | Equipos oficiales |
| --------------------- | ---------------------- | ------------------- | ------------------------- | ----------------- |
| SEAT                  | SEAT 1430              | Antonio Zanini      | "Tico"                    | 1-3, 5-7          |
| SEAT                  | SEAT 1430              | Antonio Zanini      | Eduardo Martínez-Adam     | 9-15              |
| SEAT                  | SEAT 1430              | Juan Carlos Pradera | Ricardo Comyn             | 1-3, 4-9, 11-14   |
| SEAT                  | SEAT 1430              | Juan Carlos Pradera | José María Bascarán       | 15                |
| SEAT                  | SEAT 1430-1800         | Salvador Cañellas   | Daniel Ferrater           | 6-7, 10-12        |
| SEAT                  | SEAT 1430-1800         | Salvador Cañellas   | Víctor Sabater            | 14                |
| Equipos privados      |                        |                     |                           |                   |
| Escudería Palmera     | Porsche 911 Carrera RS | Marc Etchebers      | Marie-Christine Etchebers | 2-4, 6, 9, 13-15  |
| Escudería GES         | Porsche 911 Carrera RS | Julio Gargallo      | Ignacio Lewin             | 2-3, 7-8, 11, 15  |
| Escudería GES         | Alfa Romeo 2000 GTV    | Julio Gargallo      | Ignacio Lewin             | 5-6               |
| Escudería Ourense     | BMW 2002               | Estanislao Reverter | Antonio Reverter          | 5, 8, 11-13       |
| Escudería Ourense     | Alpinche               | Estanislao Reverter | Antonio Reverter          | 6-7, 15           |
| Escudería Rías Baixas | SEAT 1430              | Beny Fernández      | José Luis Sala            | 3, 6, 9, 11       |
|                       | BMW 2002 Tii           | Beny Fernández      | José Luis Sala            | 15                |
| Escudería Ourense     | BMW 2002 Tii           | Beny Fernández      | Enrique                   | 12                |

## Resultados

### Campeonato de pilotos
| Pos. | Piloto                  | RCB | RVN | FAL | CMG | FIR | CLB | 500 | CDR | OUR | CAN | CDO | ESP | 2VI | CAT | CDS | Puntos |
| ---- | ----------------------- | --- | --- | --- | --- | --- | --- | --- | --- | --- | --- | --- | --- | --- | --- | --- | ------ |
| 1.   | Antonio Zanini          | Ret | 2   | 3   |     | Ret | 5   | 5   |     | 2   | 1   | 3   | 1   | 1   | Ret | 3   | 487,6  |
| 2.   | Juan Carlos Pradera     | 1   | Ret | 4   |     | 1   | 4   | 3   | 2   | 3   | ?   |     | 2   | 3   | 2   | 4   | 486,2  |
| 3.   | Marc Etchebers          |     | 1   | 2   | 1   |     | 1   |     |     | 1   |     |     |     | 2   | 1   | 1   | 483,6  |
| 4.   | Julio Gargallo          |     | Ret | 1   |     | 3   | 6   | 1   | 1   |     |     | Ret |     |     |     | ?   | 332    |
| 5.   | Estanislao Reverter     |     |     |     |     | 2   | 3   | 4   | 3   |     |     | 4   | 3   | 4   |     | 6   | 330,2  |
| 6.   | Salvador Cañellas       |     |     |     |     |     | 2   | 2   |     |     | 2   | 1   | Ret |     | 3   |     | 313    |
| 7.   | Beny Fernández          |     |     | 12  |     |     | 10  |     |     | 8   |     | 11  | 4   |     |     | 11  | 245    |
| 8.   | Juan Carlos Oñoro       |     | 5   |     |     | 4   |     |     | 4   | 5   |     |     |     |     |     |     | 201,2  |
|      | Hasta 174 clasificados. |     |     |     |     |     |     |     |     |     |     |     |     |     |     |     |        |

### Campeonato de marcas
| Pos. | Marca           | Puntos |
| ---- | --------------- | ------ |
| 1    | SEAT            | 429    |
| 2    | Chrysler España | 149    |
| 3    | Leyland Authi   | 74     |
| 4    | FASA Renault    | 26     |

### Campeonato de copilotos
| 1 | Eduardo Martínez-Adam  | 139,6 |
| 2 | Ricardo Comyn          | 132,2 |
| 3 | Antonio Reverter       | 79,8  |
| 4 | Ignacio Lewin          | 78    |
| 5 | Daniel Ferrater        | 76    |
|   | Hasta 32 clasificados. |       |

### Campeonato femenino
| Pos. | Piloto                 | Puntos |
| ---- | ---------------------- | ------ |
| 1    | «Yolanda»              | 72     |
| 2    | Marisol Rodríguez      | 68     |
| 3    | María Jesús Acha       | 61     |
| 4    | Hortensia Hernández    | 42     |
| 5    | Rosario Sánchez        | 24     |
| 6    | Milagros Ortega        | 20     |
| 7    | Mª del Carmen Cruz     | 18     |
| 8    | Mª Victoria Cruz       | 14     |
| 8    | Mª Montserrat Folch    | 14     |
|      | Hasta 32 clasificadas. |        |

### Desafío Simca
| Pos. | Piloto                 | Puntos |
| ---- | ---------------------- | ------ |
| 1.   | Juan Ignacio Canela    | 816,2  |
| 2.   | E. Ortiz               | 654,4  |
| 3.   | J. Manso               | 554,8  |
| 4.   | José Cortada           | 355,6  |
| 5.   | F. Rodrigo             | 285    |
| 6.   | R. Arques              | 232    |
| 7.   | Mateu                  | 219,8  |
| 8.   | H. Hernández           | 148,8  |
| 9.   | Urrutia                | 138    |
| 10.  | Ángel Bachiller        | 115,6  |
|      | Hasta 65 clasificados. |        |